# Мядзель, Михаил Маркович
Михаил Маркович Мядзель (1910-1981) — капитан Советской Армии, участник Великой Отечественной войны, Герой Советского Союза (1943).

## Биография
Михаил Мядзель родился 17 октября 1910 года в деревне Задежье (ныне — Верхнедвинский район Витебской области Белоруссии). После окончания семи классов школы проживал в Солнечногорском районе Московской области, работал завхозом на птицефабрике. В 1936 году Мядзель окончил курсы пропагандистов. В июне 1941 года он был призван на службу в Рабоче-крестьянскую Красную Армию и направлен на фронт Великой Отечественной войны. За время войны три раза был ранен.
К сентябрю 1943 года старший лейтенант Михаил Мядзель был парторгом батальона 1031-го стрелкового полка 280-й стрелковой дивизии 60-й армии Центрального фронта. Отличился во время битвы за Днепр. 25 сентября 1943 года Мядзель во главе передового отряда переправился через Днепр в районе села Окуниново Козелецкого района Черниговской области и принял активное участие в боях за захват и удержание плацдарма на его западном берегу, внезапным ударом отбросив противника.
Указом Президиума Верховного Совета СССР от 17 октября 1943 года за «образцовое выполнение боевых заданий командования на фронте борьбы с немецкими захватчиками и проявленные при этом мужество и героизм» старший лейтенант Михаил Мядзель был удостоен высокого звания Героя Советского Союза с вручением ордена Ленина и медали «Золотая Звезда» за номером 2233.
Участвовал в боях советско-японской войны. В 1946 году в звании капитана Мядзель был уволен в запас. Вернулся к работе на птицефабрике. Скончался 21 января 1981 года, похоронен на Головинском кладбище Москвы.
Был также награждён двумя орденами Красной Звезды.